# Bec de coral d'Abissínia
El bec de coral d'Abissínia (Estrilda ochrogaster) és un ocell de la família dels estríldids (Estrildidae).

## Hàbitat i distribució
Habita zones humides amb herba a les terres altes de l'oest i centre d'Etiòpia i est de Sudan del Sud.

## Taxonomia
Sovint ha estat considerat una subespècie d'Estrilda paludicola.